# Чейз, Джон Пирс
Джон Пирс Чейз (англ. John Pierce Chase; 12 июня 1906 — 1 апреля 1994) — американский хоккеист и хоккейный тренер, защитник; серебряный призёр зимних Олимпийских игр 1932 года.

## Биография
Учился в Гарвардском университете, занимался бейсболом, хоккеем и верховой ездой (в 1926 году участвовал в чемпионате мира по родео, дивизионе Бронко, и занял 3-е место). Был капитаном команды Гарвардского университета, но от профессиональной карьеры отказался. Выступал за клубы Бостонского университета, команды «Бостон АА» и «Бре Бёрн». В 1932 году был капитаном сборной США по хоккею с шайбой, завоевав серебряную медаль на Олимпийских играх в Лейк-Плэсиде (сыграл шесть матчей и забросил четыре шайбы).
Также Чейз был бейсболистом, выступая за клуб «Гарвард Кримсон» в 1926—1928 годах, и был признан лучшим бейсболистом Гарвардского университета в 1932 году.
После карьеры хоккеиста стал хоккейным тренером, с 1941 по 1951 годы тренировал хоккейный клуб «Гарвард Кримсон». Позже работал советником в области инвестиций, открыл собственную компанию и стал председателем совета её директоров. В 1973 году внесён в Хоккейный зал славы США.

## Тренерская статистика[2]
| Сезон             | Команда         | Результаты |
| 1942/1943         | Гарвард         | 14-4-1     |
| 1945/1946         | Гарвард         | 2-4-2      |
| 1946/1947         | Гарвард         | 6-6-0      |
| 1947/1948         | Гарвард         | 9-14-0     |
| 1948/1949         | Гарвард         | 12-8-0     |
| 1949/1950         | Гарвард         | 10-8-0     |
| 1942/43 — 1949/50 | Гарвард Кримсон | 53-44-3    |
| ----------------- | --------------- | ---------- |